# Nye socken
Nye socken i Småland ingick i Östra härad, ingår sedan 1971 i Vetlanda kommun i Jönköpings län och motsvarar från 2016 Nye distrikt.
Socknens areal är 53,91 kvadratkilometer, varav land 48,38. År 2000 fanns här 523 invånare. Kyrkbyn Nye med den tidigare sockenkyrkan Nye kyrka. 

## Administrativ historik
Nye socken har medeltida ursprung.
Vid kommunreformen 1862 övergick socknens ansvar för de kyrkliga frågorna till Nye församling och för de borgerliga frågorna till Nye landskommun. Landskommunen utökades 1952 och uppgick sedan 1971 i Vetlanda kommun.  Församlingen uppgick 2006 i Nye, Näshult och Stenberga församling.
1 januari 2016 inrättades distriktet Nye, med samma omfattning som församlingen hade 1999/2000.  
Socknen har tillhört samma fögderier och domsagor som Östra härad. De indelta soldaterna tillhörde Kalmar regemente och Smålands grenadjärkår, Östra härads kompani.

## Geografi
Nye socken ligger mellan Värnen och Saljen sydost om Vetlanda. Socknen är i nordväst kuperad skogstrakt medan söderut sjörik och småkuperad lövskogsmark.

## Fornlämningar
En hällkista och ett tiotal gravrösen från bronsåldern är kända. En fornborg finns vid sjön Smedbälgen.

## Namnet
Namnet (1402 Nykirko, 1413 Nya) betyder nya kyrkan som uppförts efter en i Mörsebo (1290).

### Fotnoter
1. 1 2  Svensk Uppslagsbok andra upplagan 1947–1955: Nye socken
2. 1 2  Harlén, Hans; Harlén Eivy (2003). Sverige från A till Ö: geografisk-historisk uppslagsbok. Stockholm: Kommentus. Libris 9337075. ISBN 91-7345-139-8
3. ↑  ”Församlingar”. Statistiska centralbyrån. https://www.scb.se/hitta-statistik/regional-statistik-och-kartor/regionala-indelningar/forsamlingar/. Läst 30 december 2022.
4. ↑  Administrativ historik för Nye socken (Klicka på församlingsposten). Källa: Nationella arkivdatabasen, Riksarkivet.
5. ↑  Indelta soldater, torp och rotar i Jönköpings län Arkiverad 24 januari 2012 hämtat från the Wayback Machine. Jönköpingsbygdens Genealogiska Förening
6. 1 2  Sjögren, Otto (1931). Sverige geografisk beskrivning del 2 Östergötlands, Jönköpings, Kronobergs, Kalmar och Gotlands län. Stockholm: Wahlström & Widstrand. Libris 9939
7. 1 2  Nationalencyklopedin
8. ↑  Fornlämningar, Statens historiska museum: Nye socken
9. ↑  Fornminnesregistret, Riksantikvarieämbetet: Nye socken Fornminnen i socknen erhålls på kartan genom att skriva in sockennamn (utan "socken") i "Ange geografiskt område"
10. ↑  Mats Wahlberg, red (2003). Svenskt ortnamnslexikon. Uppsala: Institutet för språk och folkminnen. Libris 8998039. ISBN 91-7229-020-X. https://isof.diva-portal.org/smash/get/diva2:1175717/FULLTEXT02.pdf